# Musical.ly
Musical.ly – serwis społecznościowy, którego siedziby znajdowały się w Szanghaju oraz Santa Monica w Kalifornii. W aplikacji użytkownicy mogli tworzyć i udostępniać krótkie filmy. Pierwszy prototyp aplikacji został wydany w kwietniu 2014 roku, a oficjalna wersja została stworzona w sierpniu tego samego roku. Aplikacja umożliwiała użytkownikom również przeglądanie najnowszych treści, piosenek, postów, hasztagów oraz interakcję z fanami i innymi użytkownikami.
W czerwcu 2016 r. Musical.ly miało ponad 90 milionów zarejestrowanych użytkowników w porównaniu z 10 milionami rok wcześniej. Do końca maja 2017 r., aplikacja miała ponad 200 milionów użytkowników.
W sierpniu 2018 r. przedsiębiorstwo ByteDance, właściciel TikToka, wykupiło za 1 miliard USD popularną w Europie i Stanach Zjednoczonych konkurencyjną aplikację musical.ly. Obydwie aplikacje zostały ze sobą połączone pod nazwą TikTok.